# Tchitrec à ventre roux
Terpsiphone rufiventer
Espèce
Statut de conservation UICN

 LC  : Préoccupation mineure
Le Tchitrec à ventre roux (Terpsiphone rufiventer) est une espèce d'oiseaux de la famille des Monarchidae.
Cet oiseau se rencontre en Afrique équatoriale.